# Ognevia
Ognevia is een geslacht van rechtvleugeligen uit de familie veldsprinkhanen (Acrididae). De wetenschappelijke naam van dit geslacht is voor het eerst geldig gepubliceerd in 1911 door Ikonnikov.

## Soorten
Het geslacht Ognevia omvat de volgende soorten:
- Ognevia longipennis Shiraki, 1910
- Ognevia niphona Furukawa, 1929
- Ognevia sergii Ikonnikov, 1911